# George Back
George Back   (Stockport, 6 de novembre de 1796 - Londres, 23 de juny de 1878) FRS fou un oficial naval i explorador britànic de l'Àrtida canadenca, alhora que naturalista i artista.

## Biografia
Back nasqué a Stockport. Sent encara jove s'enrolà com a voluntari a la fragata HMS Arethusa el 1808, prenent part en la destrucció de bateries a la costa espanyola. L'any següent es va veure embolicat en algunes lluites al golf de Biscaia, fins que fou capturat pels francesos. Restà empresonat durant cinc anys Continuà fins a la pau de primers de 1814. Durant el seu captiveri practicà els dots com a dibuixant, que més tard aplicaria en les notes dels seus viatges a través de l'Àrtida.
Després del seu alliberament, Back serví al HMS Akbar i HMS Bulwark com a midshipman abans de servir com a voluntari a les ordres de John Franklin en la seva primera expedició a l'Àrtida el 1818. Back també acompanyà a Franklin en les dues expedicions per terra de reconeixement de la costa nord d'Amèrica del Nord, primer en l'expedició Coppermine de 1819-1822 – en què Back fou el responsable de tots els temes cartogràfics – i posteriorment en una expedició similar pel Riu Mackenzie entre 1824 i 1826. Durant aquest temps Back anà ascendint en l'escalafó militar, primer a tinent i posteriorment a comandant, el 1825.
Back comandà la seva pròpia expedició entre 1833 i 1834, a la recerca de John Ross, que havia hivernat quatre anys seguits sense poder donar notícies. Una vegada allà s'assabentà que Ross havia aconseguit tornar sa i estalvi a casa. Back decidí explorar la zona del riu Great Fish, actualment anomenat riu Back en honor seu, i l'illa de Mont-real. El seu llibre sobre aquest viatge, Narrative of the Arctic Land Expedition fou publicat el 1836.
Richard King, naturalista i cirurgià del vaixell va contribuir en l'elaboració dels apèndixs sobre meteorologia i botànica en l'obra de Back, alhora que també va escriure el seu propi relat sobre l'expedició.

### L'expedició a l'estret Frozen de 1836-37
El 30 de setembre de 1835 Back fou ascendit al grau de capità i el 1836 fou assignat al comandament del HMS Terror en una expedició per cartografiar la part septentrional de la badia de Hudson, travessar per terra la península de Melville i explorar la seva cara occidental. El HMS Terror quedà atrapat pel gel a l'estret Frozen durant 10 mesos i fent que un moment donat la pressió del gel l'empenyés a menys de 40 peus d'un penya-segat. Durant la primavera de 1837 un xoc amb un iceberg danyà més encara el vaixell. No fou fins al juliol quan quedà alliberat del gel, però llavors el seu estat era tan pèssim que no tingué altra opció que emprendre el viatge de retorn, arribant el 3 de setembre a Lough Swilly, a la costa d'Irlanda, en un estat de naufragi.

### Retirada de la Royal Navy
La mala salut provocà la retirada prematura de Back del servei actiu. Fou nomenat Knight Bachelor el 18 de març de 1839 i mantingué sempre el seu interès per l'exploració de l'Àrtida. El 1859 fou nomenat contralmirall. Fou assessor de l'Almirallat britànic durant la recerca de l'expedició perduda de John Franklin, i com a vicepresident de la Royal Geographical Society rebé la medalla d'or i plata. Tot i que a efectes pràctics retirat, Back continuà sent membre de l'Almirallat, sent ascendit a vicealmirall el 24 de setembre 1863 i a almirall el 18 d'octubre de 1876.
Tot i la bona reputació que tenia al Regne Unit i els molts honors que havia rebut, Back mantingué relacions de mania i desconfiança amb moltes de les persones que treballaren amb ell a l'Àrtida, inclús Franklin. Fou criticat en diverses ocasions per ser groller, egoista o tenir poca capacitat de lideratge. Es guanyà la reputació de dandy i faldiller. El 1846 es va casar amb la vídua d'Anthony Hammond.

## Back artista
George Back era un artista consumat. Una aquarel·la d'un iceberg que es creu fou pintada per Back en la seva expedició de 1836-1837, es va subhastar el 13 de setembre de 2011 per 59.600 $, tot i no ser signada ni datada. Els experts de la prestigiosa casa de subhastes de Londres Bonhams acreditaren que l'aquarel·la era de Back. La casa de subhastes va opinar que l'escena que envolta l'iceberg gegantí sembla coincidir amb una descripció que apareix al llibre de Back Narrative of an Expedition in H.M.S. Terror (1838) quan el Terror es trobava a l'estret de Davis que fa: "a la tarda (del 29 de juliol de 1836) quan el temps va millorar ... es va observar un enorme berg, la cara perpendicular del qual no era inferior a 300 metres d'altura..."

### Obres
Back dibuixà 'HMS Terror Thrown Up By Ice' (1813). Back dibuixà el retrat 'A Buffalo Pound' (1823), el qual posteriorment fou tornat a treballar com a gravat. Pintà l'aquarel·la 'Winter View of Fort Franklin' (1825-6).

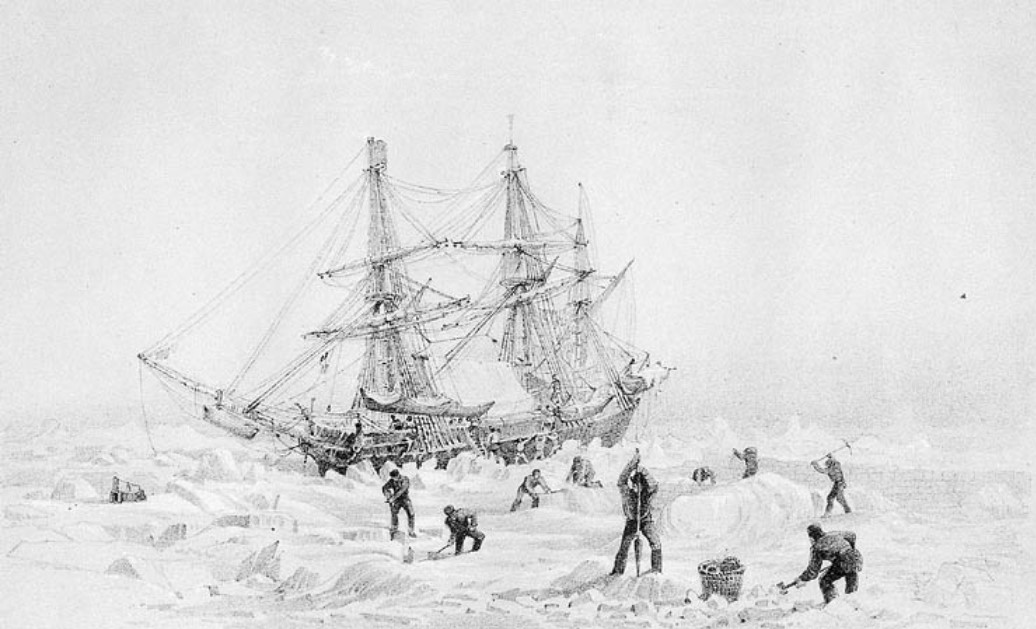
L'HMS Terror (1813) dibuixat per George Back
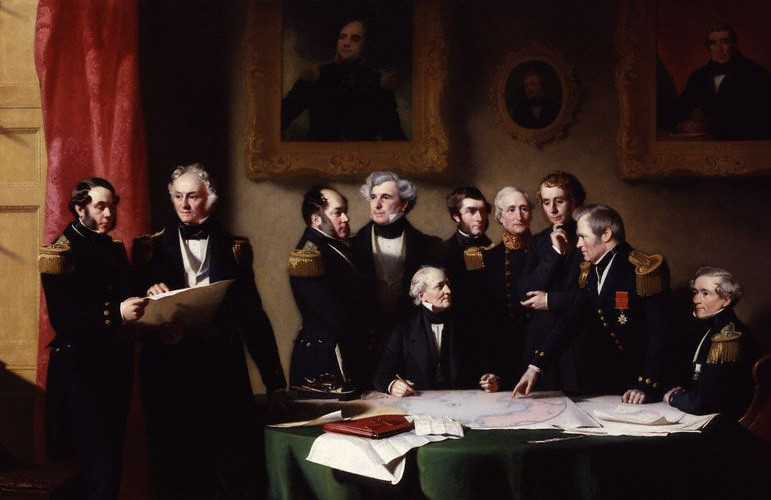
'Arctic Council Planning Search' per George Back
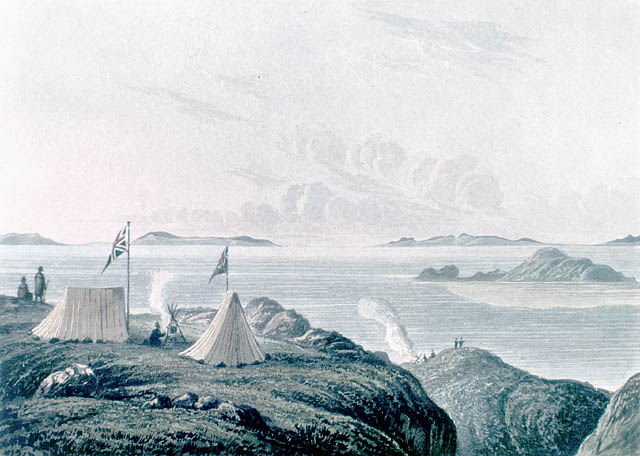
Coppermine mouth (1821) per George Back
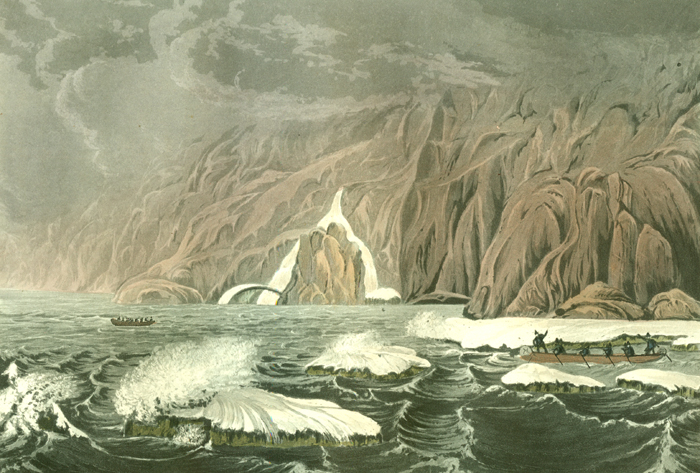
'Expedition Doubling Cape Barrow' (1821) per George Back
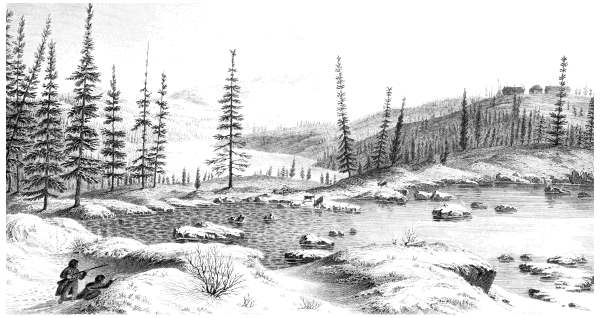
'Fort Enterprise' per George Back
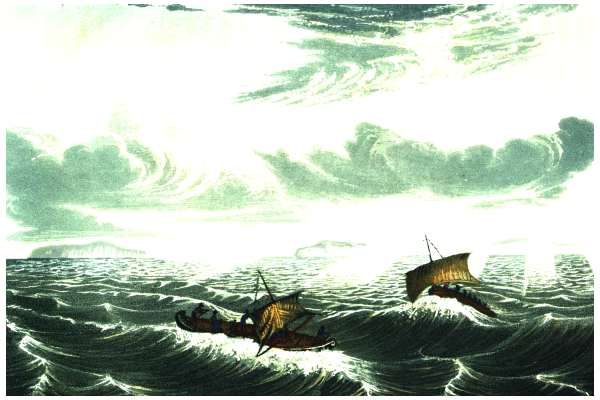
'Franklin's canoes in gale' per George Back
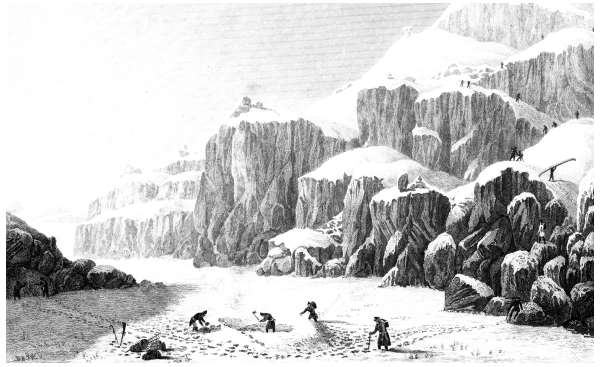
'Preparing an Encampment on the Barren Grounds' per George Back
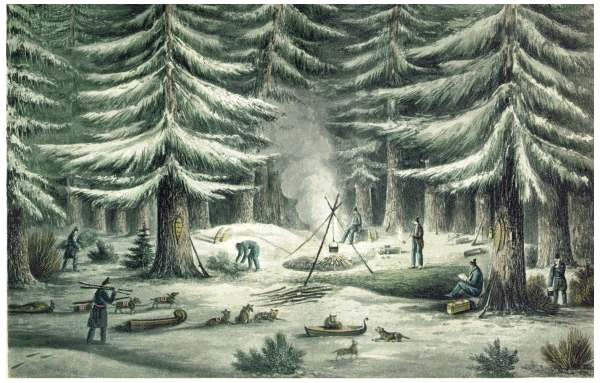
'Resting Place in Winter' per George Back